# 沃朗威
沃朗威（Voronwë）是英國作家約翰·羅納德·瑞爾·托爾金（J.R.R. Tolkien）的史詩式奇幻小說《精靈寶鑽》中的虛構人物。
沃朗威是貢多林（Gondolin）派往尋找維林諾（Valinor）的使者。他的任務失敗後引領了圖爾（Tuor）進入貢多林，傳遞維拉烏歐牟（Ulmo）的口信。

## 名字
在昆雅語裡，沃朗威（Voronwë）一名是解作「堅定的」Steadfast，辛達林語版本是布朗威（Bronwë）。沃朗威一名也是剛鐸首任攝政王馬迪爾（Mardil）的外號，在《魔戒三部曲》裡Voronwë譯成了佛龍威。
他亦被稱為沃朗威·亞仁威爾（Voronwë Aranwion），這名字後半部的意思是「亞仁威之子」son of Aranwë，因為他的父親名為亞仁威。
《貢多林的失落》（Fall of Gondolin）的早期版本裡，他的名字是Bronweg。

## 總覽
沃朗威是精靈，是諾多族（Noldor）與辛達族（Sindar）的混血兒。他的父親是諾多族的亞仁威（Aranwë），他的母親是一位辛達族分支法拉斯瑞姆（Falathrim）精靈，名字不詳。沃朗威與瑟丹（Círdan）有親屬關係，因為他的母親也是瑟丹的親屬。有書迷猜測亞仁威可能是芬威女兒（Daughters of Finwë）的兒子，故此沃朗威也有機會是諾多族王室之一。
他繼承了母親那族對大海的熱愛，但亦深愛樹木，他曾因為熱愛塔斯仁谷（Nan-tathren）的柳樹林而忘卻了自己要前去造船尋找維林諾的任務。他的朋友是貢多林守門衛兵隊長Elemmakil，他帶領進入貢多林密道的圖爾和沃朗威去見艾克希里昂。

## 生平

### 早年

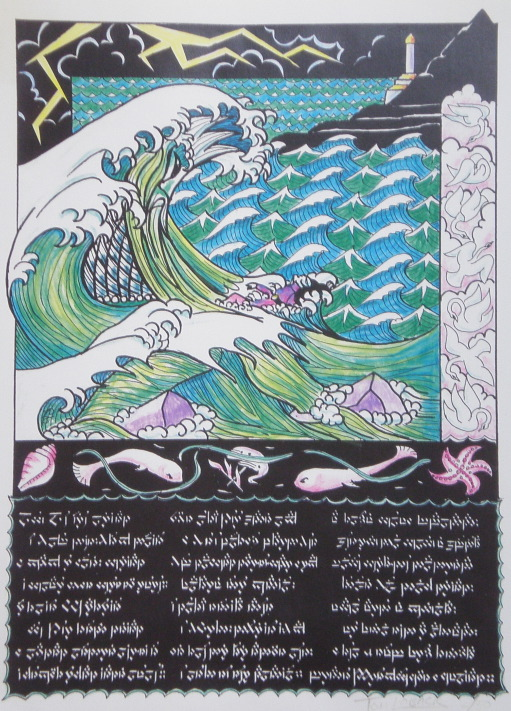
烏歐牟拯救沃朗威，由Tom Loback所畫。

沃朗威生於第一紀元116年以前，因為那一年是貢多林建成，以及特剛的子民遷入的時候，而且他也稱呼內佛瑞斯特（Nevrast）為他的出生之地。第五戰役尼南斯·阿農迪亞德戰役（Nirnaeth Arnoediad）爆發時，特剛率一萬軍兵參戰，不清楚沃朗威有否參與此戰。

### 尋找維林諾及引領圖爾
第五戰役精靈大敗後，特剛（Turgon）退回貢多林，再次派遣使者出海尋找維林諾。因著沃朗威與瑟丹的親屬關係，以及他的年輕與對大海的熱愛，他被委任為使者之一。在前去巴拉爾島（Isle of Balar）的路途上，沃朗威來到塔斯仁谷，迷戀上此地的柳樹林，忘記了自己的任務，遊蕩在那裡很久才被烏歐牟的力量喚醒。他造了一艘柳木筏，暢遊於西瑞安河（Sirion）上，突然被一股大風吹向南面，順流而下。
當他乘著木筏順流來到巴拉爾島時，他是最後一位抵達的使者，其餘六艘船隻都已揚帆出海。瑟丹為沃朗威打造了最大的一艘船，又教導他航海知識，然後讓他出航。沃朗威與他的同伴在大海航行達七年之久，但屢次被魔法島嶼（Enchanted Isles）擊退，回航之際又遇到狂風暴雨，唯獨沃朗威因著烏歐牟打算委派他去引領圖爾而逃過了歐希（Ossë）的憤怒，不至於消亡於大海。
海浪將沃朗威沖上內佛瑞斯特的海岸，圖爾向他宣告自己的使命，請沃朗威引領他去貢多林。沃朗威相信他，帶著他向東穿越了魔苟斯（Morgoth）的勢力範圍，捱過嚴冬才來到貢多林的七道大門前。在那裡守衛官艾克希里昂（Ecthelion）憑著圖爾身上那套特剛留在凡雅瑪（Vanyamar）的裝備而認出他是烏歐牟的傳信者，於是放行了二人進入貢多林。

### 貢多林陷落及之後
在《精靈寶鑽》及《未完成的故事》裡，沃朗威的故事至此為止，不清楚他是死於或逃離了貢多林，只有《未完成的故事》裡面暗示沃朗威沒有被殺。
在《貢多林的失落》裡，沃朗威與圖爾一起進見了特剛。在貢多林遭到圍城時，圖爾強逼想上陣殺敵的沃朗威和一些士兵留下來保護伊綴爾和埃蘭迪爾（Eärendil），因此沃朗威沒有在激烈的攻防戰裡身亡。伊綴爾（Idril）帶人去尋找圖爾，沃朗威阻止不了她持劍作戰，唯有盡量保護著她，直至圖爾從王宮的戰鬥歸來為止。當大家都逃離了環抱山脈（Encircling Mountains）後，沃朗威帶領眾人沿西瑞安河南下，抵達了西瑞安河口（Mouths of Sirion）。
525年，圖爾打造了船隻伊雅瑞米（Eärrámë），與伊綴爾和沃朗威一起出海，傳說他們終於遠航到維林諾。

## 資料來源
1. 1 2  《中土世界的歷史》 Vol.11《珠寶之戰》 "The Grey Annals"
2. 1 2 3  《中土世界的歷史》 Vol.2《失落的傳說：下》 "The Fall of Gondolin"
3. 1 2 3 4 5 6 7 8 9 10  《未完成的故事》 1998年 HarperCollins出版 "Of Tuor and His Coming to Gondolin"
4. ↑  基於辛達林語中"ar"有著「高貴的、皇家的」之含義，故書迷有此推測。詳見聯經版《精靈寶鑽》的附錄《昆雅語和辛達語名詞的組成要素》。不過在《未完成的故事》"Of Tuor and His Coming to Gondolin"中沃朗威指明自己是"House of Fingolfin"，可能單純代表沃朗威是芬國昐家族的跟隨者，而非與諾多族王室有血緣關係。
5. ↑  《精靈寶鑽》 2002年 聯經初版翻譯 第二十章《第五戰役－－尼南斯·阿農迪亞德》
6. ↑  《未完成的故事》 1998年 HarperCollins出版 "Of Tuor and His Coming to Gondolin" 註釋第12條
7. ↑  《中土世界的歷史》 Vol.11《珠寶之戰》 "The Tale of Years"：「525. The suggestion that Voronwe was the companion  of Tuor and Idril on their voyage into the West is notable.」